# Oorlog om Jenkins' oor

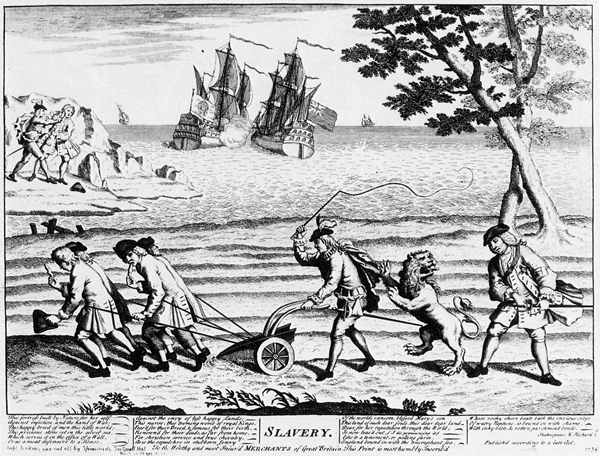
Walpole drijft de Britse leeuw achter een Spaanse ploeg, die vier Britse handelsmatrozen heeft voorgespannen. Op de achtergrond verliest Robert Jenkins zijn oor, terwijl een Brits oorlogsschip, dat in gevecht is met een Spaans schip, aan het kortste eind trekt, 1738)

De Oorlog om Jenkins' oor (1739 tot 1742) was een koloniale oorlog tussen Groot-Brittannië en Spanje.
De oorlog is vernoemd naar het afgesneden oor van de handelskapitein Robert Jenkins. Deze presenteerde in 1738 aan het Britse Parlement een afgesneden oor, naar verluidt zijn eigen, als bewijs van gewelddadige Spaanse aanvallen tegen Britse zeelieden.